# Gliocephalis pulchella
Gliocephalis pulchella är en svampart som först beskrevs av Penz. & Sacc., och fick sitt nu gällande namn av David Leslie Hawksworth 1979. Gliocephalis pulchella ingår i släktet Gliocephalis och familjen Pyxidiophoraceae.   Inga underarter finns listade i Catalogue of Life.